# عبد الله شاهد
عبد الله شاهد الديفهية: ޢަބްދުالله ޝާހިދު؛ ولد 26 مايو 1962) سياسي مالديفي، وزير خارجية جزر المالديف الحالي اعتبارًا من انتخابات 2018 والرئيس السادس والسبعين للجمعية العامة للأمم المتحدة.

## السيرة الشخصية
التحق شاهد بوزارة الخارجية عام 1984، ثم حصل على درجة البكالوريوس في العلوم السياسية من جامعة كانبيرا عام 1987. في عام 1990، كان عضوًا في المجلس الاستشاري للرئيس مأمون عبد القيوم حتى عام 1994. في غضون ذلك، حصل على درجة الماجستير في العلاقات الدولية من كلية فليتشر للقانون والدبلوماسية، جامعة تافتس في عام 1991.
شغل منصب رئيس مجلس الشعب في جزر المالديف من 2009 إلى 2014. انتخب رئيسًا لمجلس الشعب في 28 مايو 2009، وهو صاحب هذا المنصب السابع عشر. حصل على 42 صوتًا من 75 صوتًا. لعب شاهد دورًا رئيسيًا في انتقال جزر المالديف إلى الديمقراطية في عام 2008. وهو عضو في الحزب الديمقراطي المالديفي وعضو البرلمان عن Henveiru Uthuru.
قبل دوره كعضو في البرلمان، عمل عبد الله شاهد في وزارة الخارجية منذ عام 1984، حتى أصبح مديرًا في النهاية. وبهذه الصفة، ترأس أيضًا إدارة المنظمات والمؤتمرات الدولية، التي تمثل جزر المالديف في الاجتماعات والتجمعات الدولية بما في ذلك الأمم المتحدة والكومنولث وحركة عدم الانحياز ومنظمة المؤتمر الإسلامي.
في عام 2000، انتُخب ممثلًا لدائرة فافو أتول وشغل فترتين كعضو في جزيرة أتول. وكان في المجلس الخاص (يوليو 2004 - أغسطس 2008) الذي وضع مسودة الدستور الجديد لجزر المالديف. في مايو 2009، فاز في أول انتخابات برلمانية متعددة الأحزاب في جزر المالديف، بدائرة Keyodhoo الانتخابية.
شغل شاهد سابقًا منصب وزير الخارجية في الفترة من 23 أغسطس 2007 إلى 11 نوفمبر 2008، في رئاسة مأمون عبد القيوم، كما عُيّن قبلها وزيرًا للدولة للشؤون الخارجية عام 2005.
في 15 أبريل 2013، استقال شاهد من حزب الشعب الديفهي، وفي 18 أبريل 2013، أعلن على تويتر أنه أصبح عضوًا في الحزب الديمقراطي المالديفي.
في 7 يونيو 2021، انتخب عبد الله رئيسًا للجمعية العامة للأمم المتحدة السادس والسبعين بأغلبية 75%، مع 143 مؤيدا و 48 ضد.